# Diamesa freemani
Diamesa freemani är en tvåvingeart som beskrevs av Willassen och Peter Scott Cranston 1986. Diamesa freemani ingår i släktet Diamesa och familjen fjädermyggor.
Artens utbredningsområde är Kenya. Inga underarter finns listade i Catalogue of Life.